# مطار مانوهار الدولي
مطار مانوهار الدولي (إياتا: GOX، إيكاو: VOGA)،  هو مطار دولي بموبا في بيرنيم تالوكا، منطقة شمال جوا في ولاية غوا، بالهند. يخدم المطار شمال جوا والمناطق المجاورة في كارناتاكا وماهاراشترا، وهو المطار الثاني للولاية بعد مطار دابوليم في دابوليم. تم تطوير المطار من قبل شركة "جي إم آر غوا GMR، وهي شركة ذات أغراض خاصة.  تم بناؤه بتكلفة قدرها 3000 كرور روبية هندية (500 مليون دولار أمريكي). تم بناء المطار وفقًا لنموذج البناء والتشغيل والنقل (BOT) على أربع مراحل، بتكلفة إجمالية للمرحلة الأولى تبلغ 1500 كرور روبية هندية (250 مليون دولار أمريكي). تم تسميته على اسم وزير الدفاع السابق ورئيس وزراء جوا السابق مانوهار باريكار . 

## تاريخ
تدير هيئة المطارات الهندية مطار غوا الحالي في دابوليم وهو يقع في مطار عسكري مملوك للبحرية الهندية. تشترك العمليات المدنية والعسكرية في مدرج مشترك، مما يؤدي إلى ازدحام شديد في المطار. وهذا يعيق النمو طويل المدى لحركة المرور المدنية في المطار. 
لقد كان المشروع الرئيسي لأتال بيهاري فاجبايي رئيس وزراء البلاد العاشر. وكانت حكومة الهند قد أعطت موافقتها المبدئية على إنشاء مطار ثانٍ في ولاية غوا في وقت مبكر من شهر مارس عام 2000. إلا أن المشروع توقف لحوالي 14 عامًا بسبب مشكلات تتعلق بحيازة الأراضي والتقاضي المحلي.

## الخطوط الجوية والوجهات
| شركـات طيـران | الوجهات                                                                                |
| --- | -------------------------------------------------------------------------------------- |
| إيروفلوت | Moscow–Sheremetyevo، Yekaterinburg (both begin 1 October 2023)                         |
| [ 4 ] [ 5 ] | طيران الهند                                                                            |
| London–Gatwick | [ 6 ]                                                                                  |
| Akasa Air | Ahmedabad، Bangalore، Delhi، Hyderabad (resumes 1 October 2023), Mumbai                |
| [ 7 ] | خطوط إنديقو                                                                            |
| Abu Dhabi, Ahmedabad، Amritsar، Bangalore، Bhopal, Bhubaneswar, Chennai، Coimbatore، مطار دهرادون ‏, Delhi، Hyderabad، Jaipur، Kolkata، Mumbai، Nagpur، Nashik، Patna, Pune، Rajkot, Ranchi، مطار فادودارا ‏, Varanasi، مطار فشاكاباتنم ‏ | [ 14 ] [ 15 ]                                                                          |
| الطيران العماني | Muscat (begins 29 October 2023)                                                        |
| [ 16 ] | سبايس جيت                                                                              |
| Ahmedabad، Chennai, Delhi، Kolkata، Mumbai، Pune (begins 12 October 2023) | [ 19 ]                                                                                 |
| توي للطيران | Seasonal: London–Gatwick (begins 7 November 2023), Manchester (begins 3 November 2023) |
| [ 20 ] | فيستارا                                                                                |
| Delhi, Mumbai | [ 22 ]                                                                                 |

## إمكانية الوصول
يقع المطار على بعد حوالي 8 كـم (5.0 ميل) شرقًا من دارجاليم على الطريق السريع الوطني 66 (NH-66). وأقرب خط سكة حديد هو محطة بيرنيم للسكك الحديدية. خدمات نقل الركاب مثل أوبر وأولا كابس غير متوفرة حاليًا في المطار.  كما توجد حافلات متجهة إلى المطار تديرها شركة كادامبا للنقل من باناجي ومابوسا ومارجاو . 
في السنوات القادمة، سيتم ربط المطار بشكل مباشر بالمناطق المجاورة في ماهاراشترا وكارناتاكا بمساعدة الطريق السريع الذي يربط ناجبور وغوا، والذي سيبدأ من ناجبور وينتهي في باتراديفي عن طريق إنشاء تقاطع مع NH-66 الذي يقع على بعد حوالي 20 كـم (12 ميل) شمالًا من المطار على حدود ولاية غوا مع ماهاراشترا.  